# Prosthetosoma guineense
Prosthetosoma guineense är en tvåvingeart som beskrevs av Filippo Silvestri 1920. Prosthetosoma guineense ingår i släktet Prosthetosoma och familjen spyflugor.
Artens utbredningsområde är Guinea. Inga underarter finns listade i Catalogue of Life.